# Castillo de Enciso
El castillo de Enciso es una fortificación en ruinas situada en la localidad española de Enciso (La Rioja). Se cree que fue construido hacia el siglo X por las familias musulmanas que dominaban el valle del Cidacos en esta época. Más tarde, una vez bajo el dominio cristiano, pasó por manos de la Corona de Castilla, del Señorío de Cameros y del Señorío de Medinaceli, entre otros. Actualmente, se conservan únicamente tres estructuras y partes de muros de contención. El castillo se encuentra protegido por la Ley 16/1985 sobre el Patrimonio Histórico Español.

## Historia

### Origen
Se estima que el castillo remonta su origen al siglo X, situándolo entre una de las fortalezas más antiguas de La Rioja. Aunque hay alguna hipótesis que sugiere que el castillo sea obra de repobladores cristianos durante esta época, lo cierto es que las teorías más extendidas defienden que los restos son de origen musulmán. Esta creencia se fundamenta principalmente en que las técnicas empleadas en la construcción del castillo son claramente musulmanas y en que, por entonces, el dominio cristiano sobre el valle del Cidacos no estaba consolidado. Más concretamente, lo más probable es que los autores de la obra sean la familia muladí Banu Qasi, quienes ampliaron y reforzaron las fortificaciones de sus territorios y Enciso era, justamente, un puesto fronterizo en el valle. Desde esta zona, se sabe que Musa-Ibn-Musa, bisnieto del Conde Cassius, se defendió de las incursiones del califato de Abderramán II y de los reyes de Navarra.

Escudo de los Medinaceli

### Tenencias y señoríos
Las primeras noticias que tenemos del castillo una vez conquistada la zona por los cristianos, es que en el año 1109 era tenente Fortún Iñíguez. Dentro de este periodo de tiempo, la fortaleza era de carácter realengo, propiedad de los reyes de Castilla. No obstante, la villa perdió el interés defensivo que pudo tener en su pasado y Alfonso VIII vendió el castillo a los Señores de Cameros, el 9 de octubre de 1184. Se citan, más concretamente, a don Diego Ximénez y doña Guiomar como propietarios del edificio una vez consolidada la venta. En 1224, es señor del castillo y de la villa don Álvaro Díaz, también miembro de esta familia. Décadas después, Simón Ruiz, sobrino de este, vende en 1284 todas las aldeas y castillos que se encuentran entre las localidades de Yanguas y Préjano a la Orden de Calatrava, por una cantidad de 8000 maravedís alfonsíes. Cuatro años después, el castillo fue cedido por la orden a don Vela Ladrón de Guevara, a cambio de unas heredades en Écija.
Tiempo después, se concertó el matrimonio entre doña Juana de Sarmiento, quien era entonces señora de la villa de Enciso, y don Luis de la Cerda, Conde de Medinaceli. En el testamento de doña Juana, del 27 de enero de 1435, se ceden Enciso y otras propiedades al primogénito del matrimonio, don Gastón, por lo que la fortaleza pasa del señorío de los Cameros a manos de los Medinaceli. No obstante, al lo largo del siglo XV, la familia tuvo que devolver momentáneamente las propiedades a los señores de Cameros, aunque a finales del siglo su posesión sobre el castillo se fortaleció. A principios del siglo XVI, los Medinaceli encargaron a don Pero de Cubillas que elaborase un proyecto de reforma para la fortaleza pues, al parecer, se encontraba muy deteriorada y en estado ruinoso. No se sabe a ciencia cierta si se llegó a llevar a cabo. En 1641 se sabe que la villa seguía perteneciendo a los Medinaceli y en el siglo XIX, Pascual Madoz señala que todavía se conservan tres de las cinco puertas en la muralla que tuvo en su día Enciso.

### SigloXXy actualidad
A lo largo del siglo XX, lo cierto es que el castillo sufrió un cierto abandono y es probable que parte de sus restos fueran empleados como materiales de nuevas casas en la villa. Actualmente solo quedan vestigios de lo que fue un día una fortaleza de mayor extensión, y es propiedad del ayuntamiento de Enciso. El acceso es completamente libre y se encuentra protegido por la Ley 16/1985 sobre el Patrimonio Histórico Español.

## Características

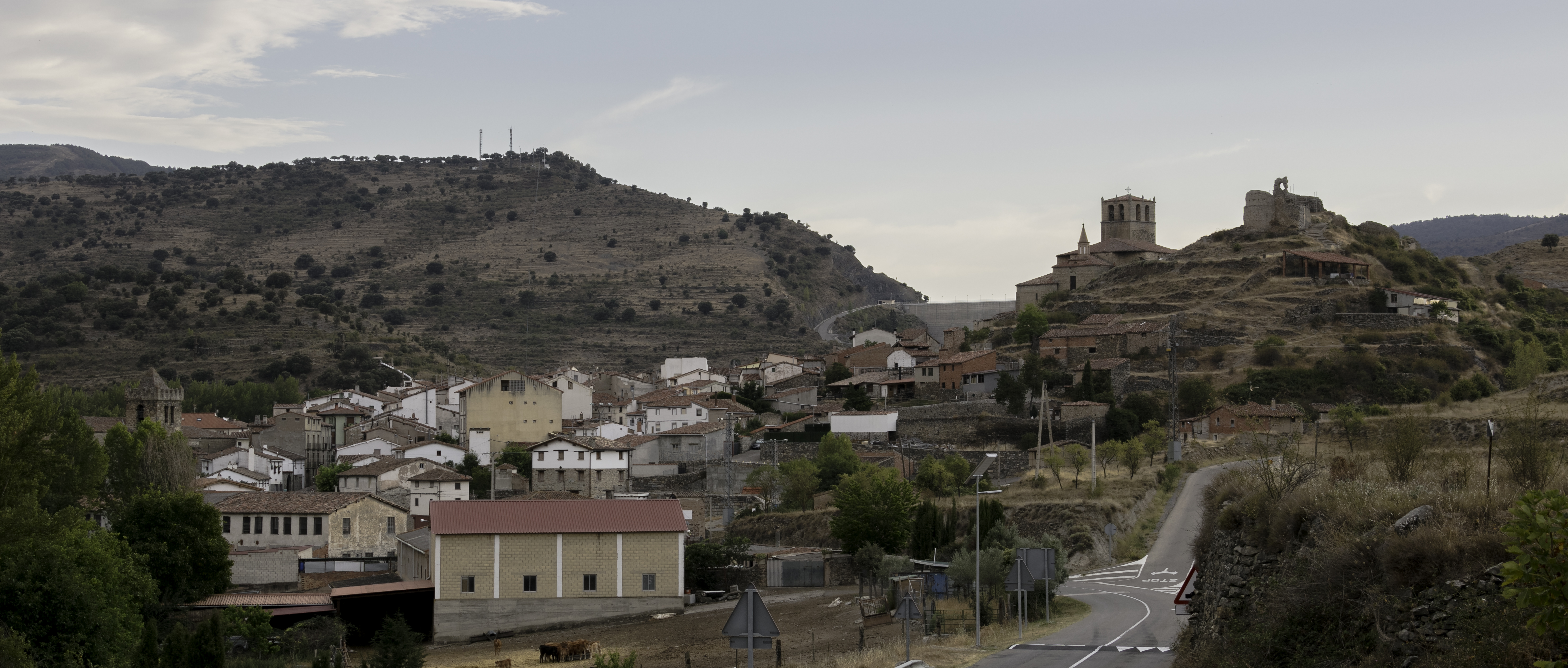
Vista panorámica de Enciso, con el castillo a la derecha

El castillo se encuentra en el cerro sobre el pueblo, por lo que su planta ovalada está plenamente adaptada a este. Se puede acceder a él desde la plaza de la localidad, subiendo por la calle de la Virgen. Una vez allí, se puede observar que la disposición de la fortaleza se divide en dos recintos diferenciados: uno central, situado a mayor altura, en el que se encuentran la torre del homenaje y otra torre ovalada; otro que rodea al central, del cual se destaca un torreón al final de uno de los extremos de la muralla que recorre linealmente la cara norte del cerro. No obstante, de los muros de contención que separan los recintos quedan actualmente restos de muros de mampostería y terrazas en estado ruinoso.
Como se ha mencionado, hoy en día quedan únicamente los restos de tres estructuras: la torre del homenaje, la torre oval y el torreón al final de la muralla norte. La primera de ellas es de planta cuadrada, construida en mampostería y de aspecto macizo. La disposición de sus vértices coincide con cada uno de los puntos cardinales. Por los restos de vigas de madera y por marcas en los muros de la torre que podrían interpretarse como mechinales, se sugiere que el edificio pudo tener en su día tres alturas, aunque solo se conserven en la actualidad la primera de ellas y el comienzo de la segunda. La parte más baja de la torre pudo haber sido el espacio destinado al homenaje, pero hoy en día está rellena de escombro y tierra.
En cuanto a la torre oval, situada en el mismo recinto que la del homenaje, recibe ese nombre por su planta ultrasemicircular. Para su construcción, se empleó principalmente el encofrado de piedra y se conservan numerosos agujeros tanto en el exterior como interior del muro, quizás de mechinales. Se considera que, gracias a la altura que debió de tener esta torre, sirvió como punto de vigilancia a cualquier acceso a la villa por el este y sur. Finalmente, el torreón mencionado se encuentra reforzado gracias a pilares de tierra apisonada, enmarcados en piedras que se dispusieron de forma vertical.